# Prodigy (Zvezdna vrata SG-1)
Prodigy je naslov epizode znanstveno-fantastične serije Zvezdna vrata, v kateri Carterjeva med obiskom na vojaški akademiji za pilote spozna neukrotljivo in izjemno sposobno vojakinjo Jennifer Hailey. Ker Haileyjeva s samouničevalnim vedenjem ogroža svojo obetavno kariero, se Carterjeva odloči, da jo bo odpeljala na eno od medplanetarnih misij in ji s tem odprla oči. Odpravita se v raziskovalno bazo, kjer O'Neill in Teal'c pazita na skupino nehvaležnih znanstvenikov. Toda rutinska ekskurzija se sprevrže v novo nevarno pustolovščino.